# Saison 3 des Contes de la crypte
Chronologie
Saison 2 Saison 4
Cet article présente le guide de la troisième saison de la série télévisée Les Contes de la crypte.
L'épisode 14 n'a pas été doublé en français. Il est donc uniquement disponible en VOSTFR sur les DVD américains. Cependant il bénéficie d'un titre français. 

## Épisodes

### Épisode 1:Un amour éternel
- États-Unis : 15 juin 1991 sur HBO
- France : 28 juillet 1994 sur M6

- Mariel Hemingway (Miranda Singer)
- Andrew McCarthy (Edward Foster)
- David Hemmings (Monsieur Stronham)
- Kathleen Freeman (Madame Parker)

### Épisode 2:Le Canyon de la mort
- États-Unis : 15 juin 1991 sur HBO
- France : 21 juillet 1994 sur M6

- Kyle MacLachlan (Earl Raymond Dicks)
- George DelHoyo (Le policier)

### Épisode 3:Le Piège
- États-Unis : 15 juin 1991 sur HBO
- France : 7 juillet 1994 sur M6

- Michael J. Fox (Le procureur)
- Bruce McGill (Luigi "Lou" Paloma)
- Teri Garr (Irene Paloma)
- Carroll Baker (Madame Paloma)
- Bruno Kirby (Billy Paloma)
- James Tolkan (Sergent McClaine)

### Épisode 4:Abra cadavra
- États-Unis : 19 juin 1991 sur HBO
- France : 7 juillet 1994 sur M6

- Beau Bridges (Docteur Martin Fairbanks)
- Tony Goldwyn (Docteur Carl Fairbanks)
- Tom Wright (en) (Mitch)

### Épisode 5:Tête d'affiche
- États-Unis : 26 juin 1991 sur HBO
- France : 21 juillet 1994 sur M6

- Bruce Boxleitner (Winton Robbins)
- Jon Lovitz (Barry Blye)
- John Astin (Nelson Halliwell)
- Louise Fletcher (L'agent artistique)
- Kimmy Robertson (Lisa)
- Sandra Bernhard (Sheila Winters)

### Épisode 6:La Perle noire
- États-Unis : 3 juillet 1991 sur HBO
- France : 28 juillet 1994 sur M6

- Whoopi Goldberg (Peligre / Elle-même)
- James Remar (Red Buckley)
- John Rhys-Davies (Duval)
- Vanity (Kathrine)

### Épisode 7:Un vampire récalcitrant
- États-Unis : 10 juillet 1991 sur HBO
- France : 14 juillet 1994 sur M6

- Malcolm McDowell (Donald Longtooth)
- Michael Berryman (Rupert Van Helsing)
- Paul Gleason (Détective Robinson)
- George Wendt (Monsieur Crosswhite)
- Sandra Dickinson (Sally)

### Épisode 8:La Peinture au sang
- États-Unis : 17 juillet 1991 sur HBO
- France : 14 juillet 1994 sur M6

- Tim Roth (Jack Craig)
- Roya Megnot (Sharon)
- William Atherton (Malcolm Mayflower)
- Debra Mooney (Ellen)

### Épisode 9:Des pompes très funèbres
- États-Unis : 24 juillet 1991 sur HBO
- France : 14 juillet 1994 sur M6

- John Glover (Le Croque-Mort)
- Jonathan Ke Quan (Josh)
- Jason Marsden (Jess)
- Graham Jarvis (Grundy)

### Épisode 10:En faire son deuil
- États-Unis : 31 juillet 1991 sur HBO
- France : 7 juillet 1994 sur M6

- Steven Weber (Dale Sweeney)
- Rita Wilson (Jess Gilchrist)
- Ally Walker (Elaine Tillman)
- Vincent Schiavelli (Robert)

### Épisode 11:Le Sacre de la tronçonneuse
- États-Unis : 7 août 1991 sur HBO
- France : 4 août 1994 sur M6

- Billy Wirth (Ted)
- Brion James (Steve Dixon)
- Dan Martin (Snaz)
- Alan Palo (Artie)
- Tony Pierce (Banjo)
- Michelle Johnson (Liz-Kelly Dixon)

### Épisode 12:Dernière Limite
- États-Unis : 14 août 1991 sur HBO
- France : 28 octobre 1995 sur M6

- Marg Helgenberger (Vicki)
- Richard Jordan (Charles McKenzie)
- John Capodice (Mike)
- Richard Herd (Phil Stone)
- Jon Polito (Nikos Stano)

### Épisode 13:À en perdre la tête
- États-Unis : 21 août 1991 sur HBO
- France : 25 août 1994 sur M6

- Faye Grant (Janet)
- Alan Rachins (Leon)
- Anthony LaPaglia (Abel, l'homme du câble)

### Épisode 14:Trouillard
- États-Unis : 28 août 1991 sur HBO
- France : Inédit

- Kirk Douglas (Général Kalthrob)
- Eric Douglas (Lieutenant Martin Kalthrob)
- Lance Henriksen (Sergent Ripper)
- Dan Aykroyd (Capitaine Milligan)